# Dansk Akvarie Union
Dansk Akvarie Union (DAU) är ett förbund bestående av Danmarks akvarieföreningar och grundades år 1945.

## Historia
- 1945: Dansk Akvarie Union (DAU) grundades på Danmarks Akvarium och Anton F. Bruun blev dess första ordförande[1]
- 1947: 12 föreninger i Unionen DAU [1]
- 1951: Det samlade medlemsantalet for unionen var uppe i 1675 personer[1]
- 1982: DAU startade de förste Aqua-dagarna [1]
- 1983: 53 föreninger i Unionen DAU [1]
- 1994: DAU startede en odlingskampanjen[1]
- 1995: DAU fyllde 50 år [1]